# Cyttariaceae
Cyttariaceae is een familie van de Leotiomycetes, behorend tot de orde van Cyttariales.

## Taxonomie
De familie Cyttariaceae bestaat uit slechts één geslacht: Cyttaria.